# Otsu-incident

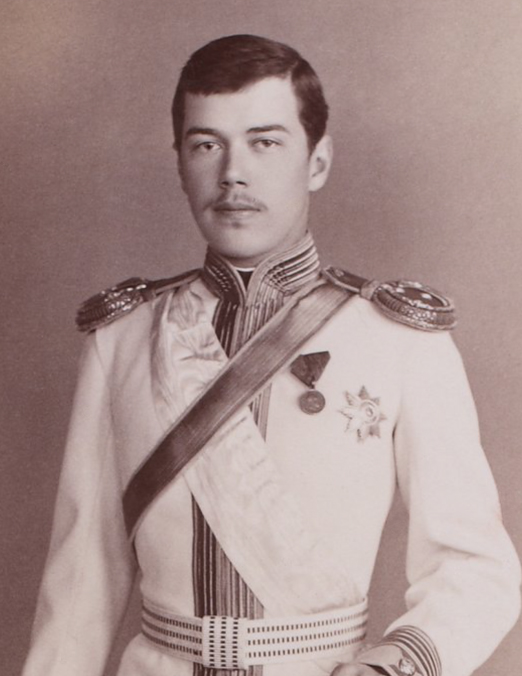
Tsarevitsj Nicolaas

Het Ōtsu-incident (Japans: 大津事件 Ōtsu jiken, Russisch: Инцидент в Оцу, Insident v Otsoe) was een mislukte moordaanslag op tsarevitsj Nicolaas, kroonprins van Rusland, door Tsuda Sanzō op 11 mei 1891. De aanval vond plaats in Ōtsu (prefectuur Shiga) tijdens Nicolaas’ bezoek aan Japan op zijn Oostelijke Reis. Het incident wordt beschouwd als een mogelijke aanleiding tot de Russisch-Japanse Oorlog (1904-’05).

## Achtergrond

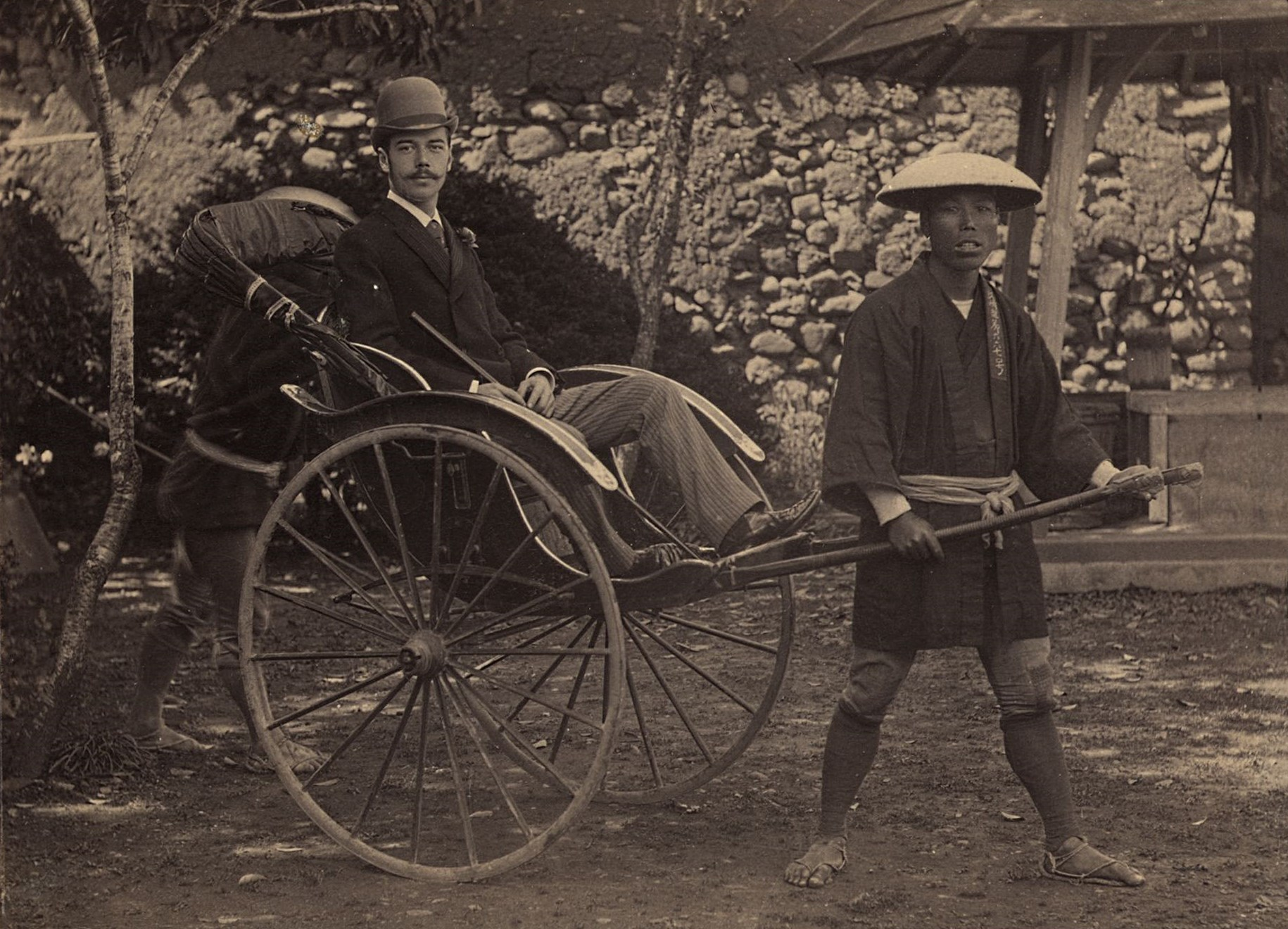
Nicholaas in Nagasaki

In 1890 begon de toen 22-jarige tsarevitsj Nicolaas van Rusland aan de Oostelijke Reis. Op deze tocht van ruim 51.000 km bezocht de kroonprins verschillende landen op het Euraziatisch continent. Het voornaamste doel was Ruslands internationale betrekkingen verbeteren en Nicolaas’ politieke ontwikkeling ondersteunen.
Op 27 april 1891 kwam de toekomstige tsaar met zijn neef prins George van Griekenland en zes schepen van de Russische Keizerlijke Marine aan in Nagasaki, Japan. Van daaruit zou hij doorvaren naar Kagoshima, vervolgens zou hij naar Kobe gaan, om uiteindelijk per trein verder te reizen naar Kioto en Tokio. Het was voor Japan de eerste keer dat een buitenlandse kroonprins op staatsbezoek kwam. Nicolaas’ bezoek werd dan ook sterk geanticipeerd door het volk en zorgvuldig voorbereid door de Japanse overheid.

## Het Otsu-incident

### Tsarevitsj Nicolaas bezoek aan Japan
Bij zijn aankomst in Nagasaki werd Nicolaas onthaald op een staatsreceptie onder leiding van prins Takehito. Deze zou de Russische kroonprins gedurende het verloop van zijn bezoek onder zijn hoede nemen. Aangezien het de week voor Pasen was, waren er nog geen officiële activiteiten georganiseerd. Van de orthodoxe tsarevitsj werd namelijk verwacht dat hij deze dagen aan boord van zijn schip in gebed zou doorbrengen. Hij kon echter niet wachten en verliet zijn schip om, geflankeerd door veiligheidswachten, de stad te bezichtigen. Op vier mei, Paasmaandag, was Nicolaas van zijn religieuze verplichtingen verlost en begon zijn staatsbezoek officieel. Onder toezicht van prins Takehito werd hij verwelkomd door het volk van Nagasaki. Nicolaas bleef er nog twee dagen in het gezelschap van Russische officieren die in Japan verbleven.
De volgende haven die de tsarevitsj en de Russische vloot bezochten, was die van Kagoshima. Ze kwamen aan op zes mei en werden ontvangen door de conservatieve Shimazu Tadayoshi. Deze voormalige daimyō van Satsuma had een grootse show georganiseerd met traditionele dansen en een demonstratie boogschieten. In zijn dagboek prees Nicolaas deze ontvangst en het feit dat er geen andere Europeanen waren in deze "onbedorven" stad.
De volgende twee dagen brachten de Russen door op zee, op weg naar Kobe. Ze kwamen aan in de namiddag van de negende en namen meteen de trein naar Kioto. Daar aangekomen, weigerde Nicolaas in een westerse kamer te overnachten. Hij stond erop dat hij een Japans verblijf verkreeg en bezocht de stad in Japanse kledij. De Japanners waren onder de indruk van zijn welwillendheid zich aan te passen aan hun traditionele gebruiken. De volgende dag bracht de jonge kroonprins door met bezoeken aan de vele toeristische tempels en winkeltjes in Kioto .

### Het Otsu-incident

#### Bezoek aan het Biwameer en aanslag

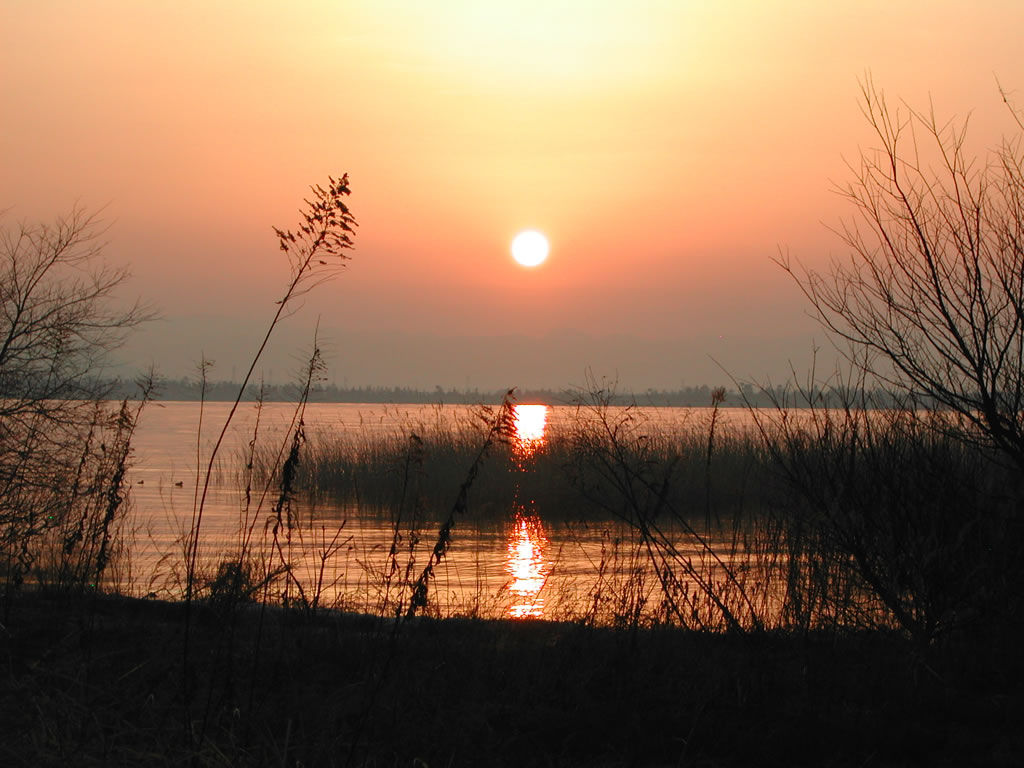
Het Biwameer in Ōtsu, het grootste zoetwatermeer in Japan

Op de ochtend van 11 mei verlieten Nicolaas en zijn entourage hun hotel in Kioto. Ze reden per jinrikisha naar Otsu (Shiga) om er het Biwameer en de bergen te bezichtigen. In een processie van ongeveer 50 jinrikisha’s reisden ze naar de tempel Mii-dera met uitizicht op het meer. De stoet was meer dan 100 meter lang en werd aan beide kanten geflankeerd door juichend publiek. Ze lunchten in Otsu en keerden vervolgens in dezelfde processie terug naar Kioto.
Omdat het gerucht ging dat er die dag iets zou gebeuren met de kroonprins, werd de processie overal geflankeerd door politie. Op de terugweg sprong een van de politieagenten, Tsuda Sanzō, uit het publiek. Hij trok zijn zwaard, liep naar de jinrikisha en haalde uit naar het hoofd van de tsarevitsj. Een eerste slag verwondde hem licht aan het voorhoofd. Prins George pareerde een tweede slag met zijn bamboezweep. Hierop sprong Nicolaas uit de jinrikisha en liep naar de voorkant van de processie. Tsuda werd gevat en Nicolaas werd naar het ziekenhuis van Kioto gebracht.

#### Details van de aanval
In de chaos van de aanslag gebeurde alles zo snel dat er verschillende vertroebelde getuigenissen van de aanval zijn verschenen. In de eerste plaats in het dagboek van tsarevitsj Nicolaas zelf. Hij schrijft:
“De bandiet achtervolgde me. Niemand probeerde de man tegen te houden. [...] Tot mijn grote opluchting was de aanval voorbij. George, aan wie ik mijn leven dank, had de schurk neergehaald met een slag van zijn bamboezweep.”

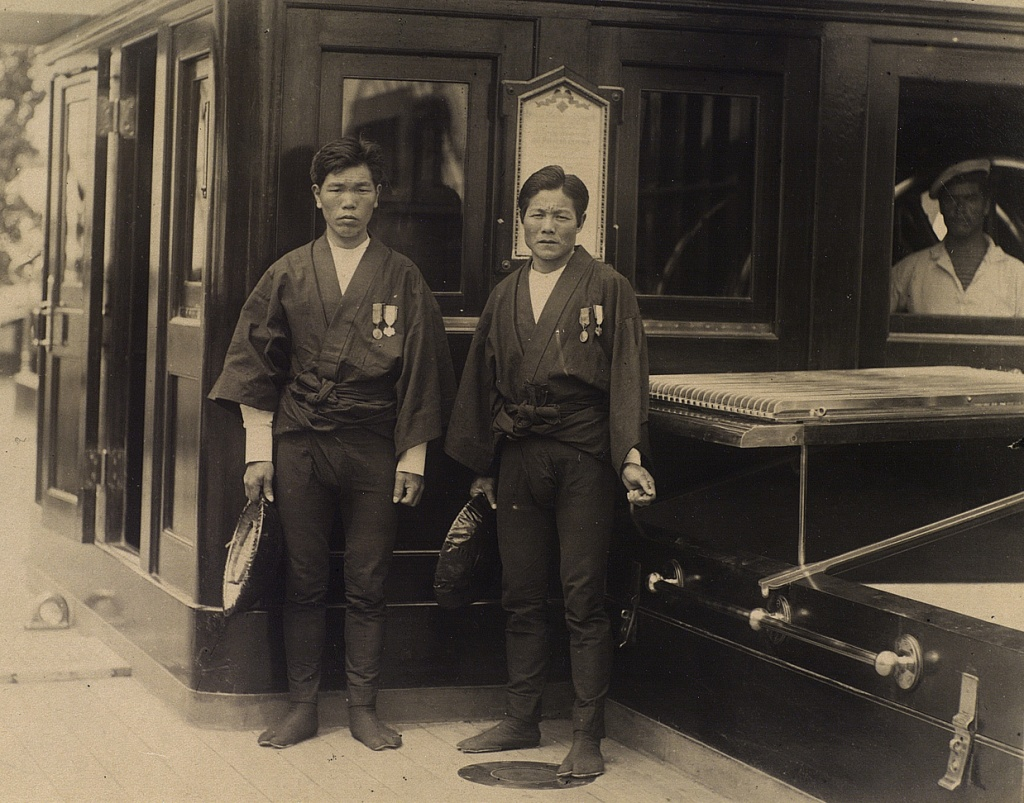
De twee koelies die Nicolaas' leven redden

Verschillende ooggetuigenverslagen deden echter blijken dat Nicolaas zich hier in bepaalde zaken vergiste. Hij stelde onterecht dat George zijn aanvaller had neergehaald en dat niemand hem kwam helpen. In werkelijkheid was de slag van George’s bamboezweep niet sterk genoeg om Tsuda neer te halen. Na de aanval werd Tsuda getackeld door een bestuurder van George’s jinrikisha en een andere nam hem zijn sabel af. Nicholas’ onnauwkeurige beschrijving van de gebeurtenis is waarschijnlijk toe te schrijven aan de grote opschudding en de paniek die hij zelf moest gevoeld hebben. Niettemin bleek later dat hij de daden van de bestuurder van de jinrikisha wel degelijk erkende. Toen hij hersteld was, liet hij beiden ontbieden op zijn schip en beloonde hen rijkelijk.

### Nasleep en vertrek
De eerste berichten van de aanval die Tokio bereikten, waren sterk overdreven. Ze stelden dat de tsarevitsj twee diepe hoofdwonden had opgelopen en herstel onmogelijk was. Nadat de verwarring was opgeklaard en Nicolaas naar het ziekenhuis was overgebracht, verminderde de paniek. De Japanners verkeerden echter in shock en konden niet geloven dat iemand uit hun volk de welkome gast van keizer Meiji had aangevallen. Daarbij voelden ze ook een grote angst. Velen waren er immers van overtuigd dat de aanval op Nicolaas een oorlog met Rusland zou veroorzaken.
Ongeveer twintig minuten na de aanval hoorde keizer Meiji wat er gebeurd was. Hij stuurde onmiddellijk prins Yoshihisa, tezamen met verschillende dokters, onder wie Meiji’s persoonlijke geneesheer, naar Nicolaas in Kioto. Ook zei hij de volgende ochtend persoonlijk langs te komen. Aangekomen bij het hotel waar de gewonde kroonprins herstelde, ontmoette hij prins George, die hem voorging naar Nicolaas' kamer. Keizer Meiji betuigde zijn diepste spijt over het incident en verzekerde hem dat de dader was opgepakt en gepast gestraft zou worden. Nicolaas antwoordde dat de lichte verwondingen zijn houding tegenover de Japanners niet had veranderd.
De volgende dag kreeg Nicolaas een bevel van zijn moeder, de tsarina. Hij moest meteen naar Kobe gebracht worden om daar aan boord van zijn schip verder te herstellen. Keizer Meiji stuurde Itō Hirobumi naar de Russische minister om te vragen of de tsarevitsj zijn bezoek aan Japan zou willen voortzetten. De minister weigerde dit voorstel. Het Russische volk vreesde immers voor de veiligheid van hun prins en Nicolaas kon niet anders dan zijn ouders gehoorzamen. Hij stuurde Itō terug met de vraag aan de keizer of hij Nicolaas persoonlijk wilde vergezellen naar zijn schip. Meiji stemde toe en de volgende dag namen ze samen de trein naar Kobe.
Op 16 mei stuurde Nicolaas vanuit zijn schip een brief naar keizer Meiji. Zijn vader, tsaar Alexander III, had hem bevolen drie dagen later naar Rusland terug te keren. Meiji had hem uitgenodigd voor een etentje in Kobe voor hij vertrok, maar Nicolaas' dokters adviseerden hem op het schip te blijven. Als antwoord nodigde hij Meiji uit voor een lunch op zijn schip op 18 mei. De keizer stemde toe. De Japanse kabinetsleden vreesden echter voor een wraakactie door de Russen. Meiji antwoordde dat de Russen geen barbaren waren en ging ondanks de waarschuwingen naar het etentje. De lunch verliep naar behoren en hielp de twee mannen dichter bij elkaar te brengen en pijnlijke herinneringen te vergeten. De volgende dag beëindigde Nicolaas zijn bezoek aan Japan en vertrok naar Rusland.

## Tsuda Sanzō en de veroordeling

### Achtergrond en motief
Tsuda Sanzō werd geboren in 1855 in een familie van samoerai. Hij ging in het leger in 1872 en diende met onderscheiding in de Satsuma-rebellie, hetgeen hem een promotie tot sergeant opleverde. Na zijn demobilisatie werd hij gewoon politieagent in de prefectuur Shiga. Hij werd omschreven als een min of meer asociale man van weinig woorden.

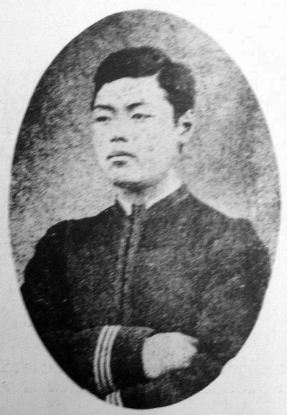
Tsuda Sanzō

Wat betreft Tsuda’s motivatie voor de aanslag zijn er verschillende theorieën. Een eenvoudige verklaring stelde dr. Erwin Bälz, een Duitse dokter en persoonlijke arts van de Japanse keizerlijke familie. Hij vermoedde dat Tsuda enkel bekendheid zocht en om die reden een poging deed de Russische kroonprins te doden. Volgens Bälz hoopte Tsuda misschien op bijstand van het Japanse volk. De Japanners voelden in die tijd immers een stijgende vrees en haat jegens het snel uitbreidende Rusland. Op zijn proces verklaarde Tsuda dat de tsarevitsj Japan als een “respectloze spion” was binnengedrongen. Hij was verontwaardigd dat de kroonprins niet eerst naar Tokio was gereisd om zijn respect te betonen aan de Japanse keizer. Hij was er ook van overtuigd dat Nicolaas als een spion op verkenningstocht was en dat de Russen spoedig Japan zouden binnenvallen als hij hem niet zou vermoorden.

### Veroordeling
Wat zijn motief ook was, de Japanners voelden niets dan haat voor Tsuda Sanzō. In het dorp Kanayama (prefectuur Yamagata), werd het verboden zowel de naam Tsuda als de voornaam Sanzō te dragen. Hoewel Nicolaas keizer Meiji verzekerde dat het incident de Russisch-Japanse relaties niet zou aantasten, was de angst voor Russische vergelding groot. Bijna iedereen nam aan dat Tsuda onmiddellijk geëxecuteerd zou worden. De Japanse overheid meende ook dat dit de enige manier was om de Russen tevreden te stellen.
Een artikel in het Japanse strafrecht bepaalde dat iemand die een aanslag op de keizer, keizerin of kroonprins pleegde, ter dood veroordeeld moest worden. Het artikel zei echter niets over buitenlandse prinsen. Kojima, het hoofd van de rechterlijke macht in Japan, stuitte op veel weerstand van de overheid toen hij dit feit verdedigde. Het Japanse strafrecht was pas in 1880 hervormd en het terechtstellen van Tsuda zou een inbreuk op de grondwet betekenen. Alle rechters van Japans opperste gerecht waren het eens dat de wet enkel betrekking had op het Japanse keizershuis.

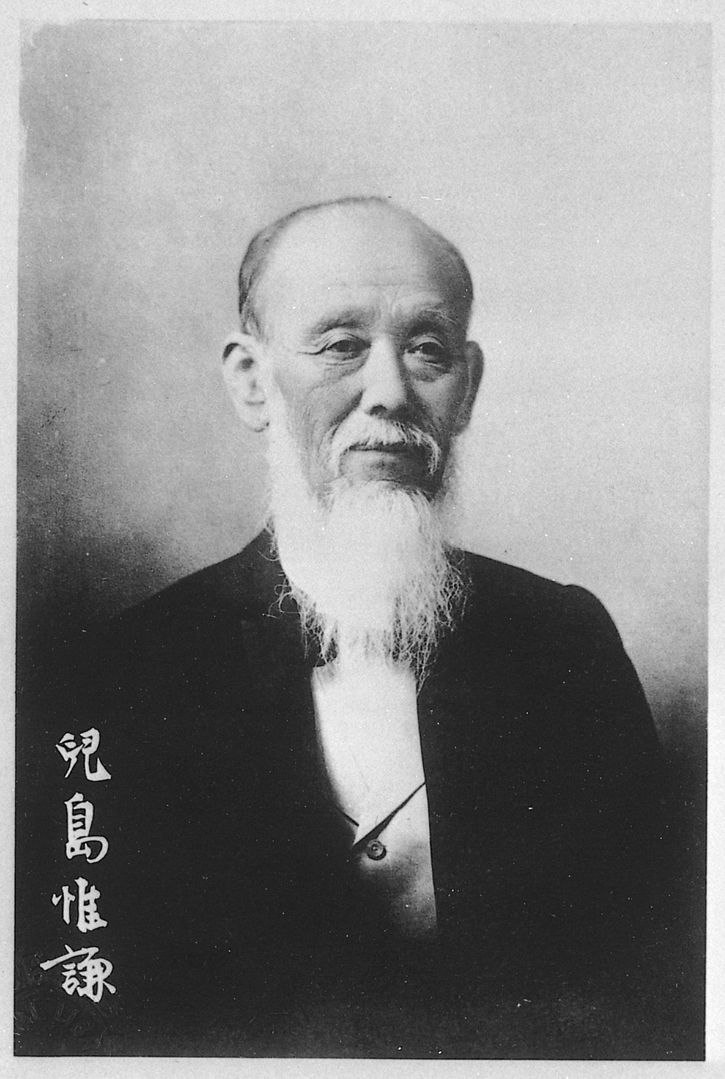
Kojima Korekata, hoofd van de Japanse rechterlijke macht

Hiermee was de zaak echter niet geregeld. De minister van Recht, Yamada Akiyoshi, dreigde dat hij de krijgswet in werking zou laten treden. Deze zou voorrang krijgen op het strafrecht, zodatt Tsuda zou kunnen worden geëxecuteerd. Toch gaf Kojima niet toe. Hij wees erop dat het levenslang opsluiten van Tsuda zelfs een strengere straf zou zijn in vergelijking met andere landen, waaronder ook Rusland. Hij benadrukte ook dat ze de wet niet zomaar konden buigen om specifieke situaties te schikken.
Uiteindelijk won het gerechtelijke geweten van de rechters het tegen de immense druk van de overheid. Hoewel de kabinetsleden erin leken te slagen de rechters te overhalen, waren vijf van de zeven rechters op het proces tegen de doodstraf. Saigo Tsugumichi, minister van Binnenlandse Zaken, was woedend en vroeg Kojima om uitleg. Deze antwoordde dat hij slechts het bevel van de keizer had opgevolgd om de zaak “snel en voorzichtig” af te werken. Saigō zei dat keizer Meiji hem naar Kojima had gestuurd uit ontevredenheid met diens beslissing, maar Kojima zwichtte niet.
Op 25 mei 1891 werd Tsuda Sanzo veroordeeld tot levenslange gevangenisstraf. Hij werd opgesloten in een gevangenis in Hokkaidō, waar hij vier maanden later stierf aan een longontsteking. Toen het nieuws van het vonnis de Russen bereikte, reageerden ze niet woedend of ontzet. Integendeel, ze waren tevreden met de snelheid en efficiëntie waarmee de Japanners de zaak afhandelden en zelfs over het vonnis zelf. De Russische eerste minister liet weten dat, als Tsuda de doodstraf had gekregen, tsaar Alexander III keizer Meiji zou hebben gevraagd genade te verlenen.

## Gevolgen
Na het vertrek van tsarevitsj Nicolaas uit Japan, dienden Saigō Tsugumichi en Aoki Shūzō, ministers van respectievelijk binnenlandse en buitenlandse zaken, hun ontslag in. Veel Japanners hielden hen verantwoordelijk voor het gebrek aan beveiliging tijdens het Otsu-incident. Volgens de Russische historicus A.L. Narochnitsky had Dmitri Shevich, de Russische minister die Nicolaas vergezelde, druk uitgeoefend op de Japanse overheid. Ook het feit dat Tsuda niet de doodstraf kreeg, waar zij voor hadden gepleit, droeg bij tot de druk om af te treden.
Het belangrijkste resultaat van het incident was waarschijnlijk het verstevigen van de Japanse gerechtelijke macht, dankzij Kojima’s volharding en strikte toepassing van de grondwet. Barbara Teters beschrijft in haar thesis over het Otsu-incident de gebeurtenis als een aanzienlijke ontwikkeling in de Japanse wettelijke geschiedenis. George Wilson nuanceert dit en zegt dat ook na het incident talloze politieke slachtoffers ondanks de wet terechtgesteld werden.
Of het Otsu-incident een aandeel heeft gehad in de aanvang van de Russisch-Japanse oorlog, is erg omstreden. Tsarevitsj Nicolaas zelf verzekerde de Japanners dat de aanslag de relaties tussen beide landen niet zou aantasten. Graaf Sergej Witte, latere premier van Rusland, schreef in zijn memoires hoe de Russische kroonprins de Japanners in officiële berichten “makaken” noemde. Maar in “Towards the Rising Sun” schrijft David Schimmelpenninck van der Oye dat het Otsu-incident helemaal geen haat deed opleven bij Nicolaas. Integendeel, van alle plaatsen die hij had bezocht zou hij Japan het meest bewonderen om zijn discipline, schoonheid en etiquette.